# Эль-Пеньоль (Нариньо)
Эль-Пеньоль (исп. El Peñol) — город и муниципалитет на юго-западе Колумбии, на территории департамента Нариньо. Входит в состав провинции Гуамбуяко.

## История
Поселение, из которого позднее вырос город, было основано в 1627 году. Муниципалитет Эль-Пеньоль был выделен в отдельную административную единицу в 1998 году.

## Географическое положение

Муниципалитет Эль-Пеньоль

Город расположен в центральной части департамента, в горной местности Центральной Кордильеры, на расстоянии приблизительно 28 километров к северо-западу от города Пасто, административного центра департамента. Абсолютная высота — 1595 метров над уровнем моря.
Муниципалитет Эль-Пеньоль граничит на севере с территорией муниципалитета Поликарпа, на северо-востоке — с муниципалитетом Таминанго, на юге и юго-востоке — с муниципалитетом Эль-Тамбо, на юго-западе — с муниципалитетом Линарес, на западе — с муниципалитетом Лос-Андес. Площадь муниципалитета составляет 184 км².

## Население
По данным Национального административного департамента статистики Колумбии, совокупная численность населения города и муниципалитета в 2024 году составляла 7776 человек.
Динамика численности населения муниципалитета по годам:
| 2005 | 2010 | 2015 | 2020 | 2021 | 2022 | 2023 | 2024 |
| ---- | ---- | ---- | ---- | ---- | ---- | ---- | ---- |
| 6851 | 6683 | 6500 | 7584 | 7613 | 7679 | 7734 | 7776 |

Согласно данным переписи 2005 года мужчины составляли 51,8 % от населения Эль-Пеньоля, женщины — соответственно 48,2 %. В расовом отношении белые и метисы составляли 99,9 % от населения города; негры, мулаты и райсальцы — 0,1 %.
Уровень грамотности среди всего населения составлял 85 %.

## Экономика
51,1 % от общего числа городских и муниципальных предприятий составляют предприятия торговой сферы, 31,1 % — предприятия сферы обслуживания, 17,8 % — промышленные предприятия.